# أحلام (فلم)
أحلام فيلم دراما سينمائي عراقي، كتابة واخراج محمد الدراجي، وبطولة أسيل عادل، بشير الماجد، ومحمد هاشم. عرض لأول مرة في مهرجان ريو دي جانيرو السينمائي الدولي في 29 سبتمبر، 2006. قدم الفيلم للترشيح لجائزة الأوسكار لأفضل فيلم بلغة أجنبية في حفل توزيع جوائز الأوسكار التاسع والسبعون لكنهُ لم يفز بالترشيح.
صدر الفيلم على قرص مدمج "DVD" في 9 ديسمبر، 2008.

## قصة الفيلم
يتابع الفيلم حياة ثلاث عائلات عراقية في فترة ماقبل وبعد العدوان الأمريكي على العراق في عام 2003.

## الممثلين والشخصيات

### شخصيات رئيسية
- أسيل عادل بدور أحلام
- بشير الماجد بدور علي
- محمد هاشم بدور مهدي

## وصلات خارجية
- مقالات تستعمل روابط فنية بلا صلة مع ويكي بيانات
- أحلام على موقع الطماطم الفاسدة